# Herz-Jesu-Kirche (Most pri Bratislave)
Die römisch-katholische Herz-Jesu-Kirche (slowakisch Kostol Božského Srdca Ježišovho) im slowakischen Most pri Bratislave (Bruck a.d. Donau) stellt eine Kombination aus mittelalterlicher und moderner Architektur dar.

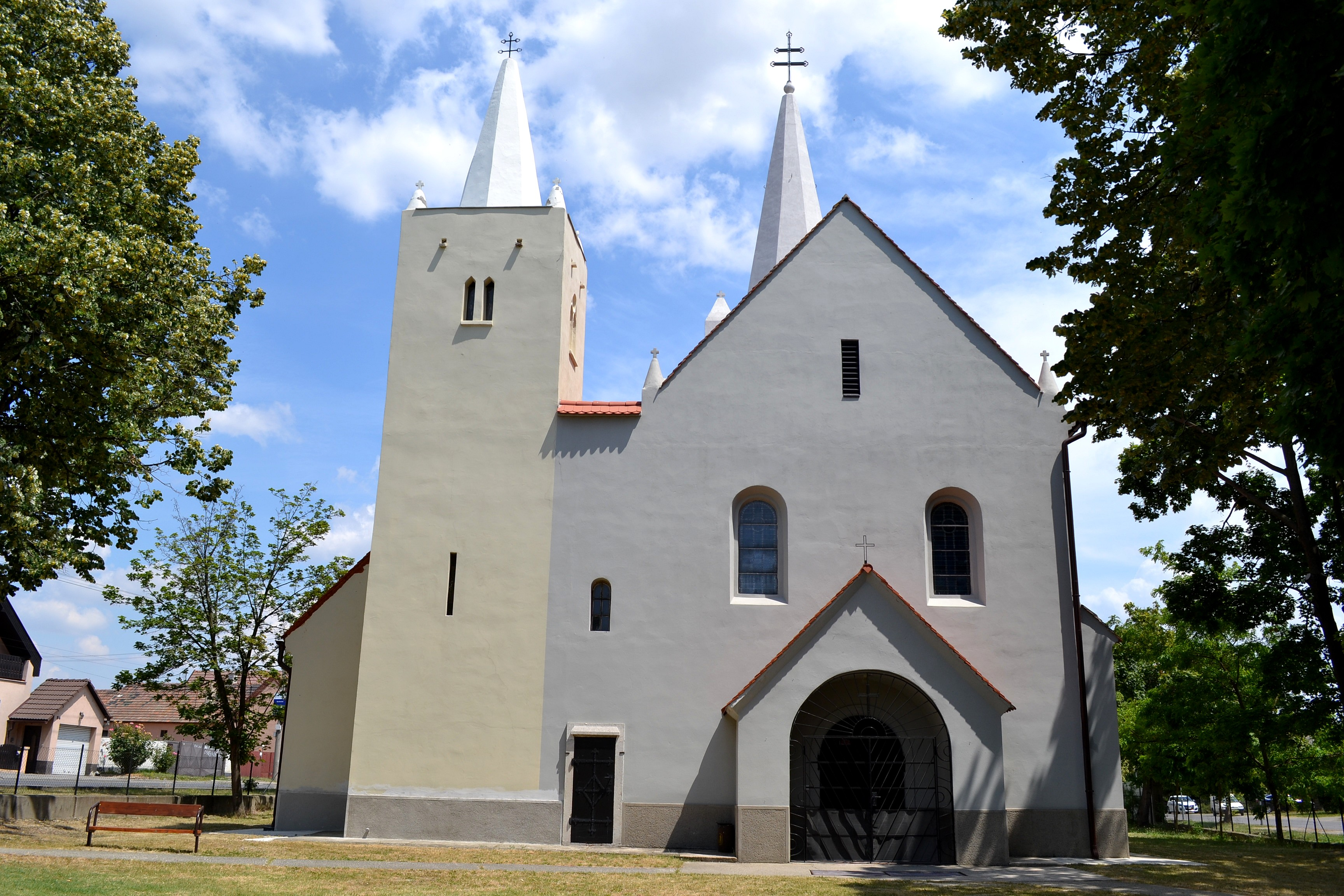
Die Herz-Jesu-Kirche

## Geschichte
Die Kirche im bis 1945 deutsch besiedelten Ort war ursprünglich dem  Hl. Thomas geweiht. Sie wurde um 1280 aus Bruchstein als einschiffiges Kirchenschiff mit quadratischem Presbyterium und Westturm erbaut. Ihr Bau wurde 1315 urkundlich erstmals belegt, als Karl I. den Ort besuchte und die Reparatur der Kirche in Auftrag gab.
Ein bedeutender Umbau erfolgte nach 1335, als die Umfassungsmauern des Chors erhöht und das einfache Kreuzgewölbe mit Rundbögen durch ein gotisches Kreuzrippengewölbe mit gebrochenen Bögen ersetzt wurde. Um die Wende vom 13. zum 14. Jahrhundert wurden im Innenraum Wandmalereien angebracht.
Während der Türkenkriege wurde der Bau erheblich beschädigt und 1762 repariert, doch ein Erdbeben im Jahr 1764 beschädigte die Kirche erneut. Eine weitere Erneuerung erfolgte in der ersten Hälfte des 19. Jahrhunderts.
Zu Beginn des 20. Jahrhunderts erwies sich die Kirche als zu klein für das wachsende Dorf, so dass sie im neoromanischen Stil erweitert wurde. Der Neubau wurde 1910 von der Südseite an die alte Kirche angefügt, indem die Südwand ihres Langhauses abgerissen wurde. Die Weihe des Neubaus erfolgte am 25. September 1910. Der alte Bau bildet das Seitenschiff der neuen Kirche auf der Nordseite und der vorherige Chor wurde zur Sakristei.
Mit der Vertreibung der Deutschen aus der Tschechoslowakei verlor die Kirche ihre angestammte Gemeinde. Am 2. Juli 1995 spendeten die vertriebenen Bewohner der Kirche eine steinerne Madonnenstatue. Eine Gedenktafel in deutscher Sprache befindet sich am Eingang links. Die deutschen Vertriebenen stifteten 2005 ein Holzkreuz mit der Aufschrift „Verzeihende Erinnerung 3. Juli 1945“.

## Bauwerk
Vom ersten Bauabschnitt stammen romanisch geformte Fenster in den Ost- und Südwänden des Chors. Teile der mittelalterlichen Wandmalereien sind freigelegt. Im Inneren stehen auf beiden Seiten des Altars steinerne Ziborien, die in der Slowakei sehr selten sind.